# Adelphenaldis knysnaana
Adelphenaldis knysnaana är en stekelart som beskrevs av Fischer 2003. Adelphenaldis knysnaana ingår i släktet Adelphenaldis och familjen bracksteklar. Inga underarter finns listade i Catalogue of Life.